# Suze Andriessen
Suze Andriessen (Amsterdam, 16 januari 1850 – aldaar, 14 april 1924) was een Nederlandse schrijfster van jeugdliteratuur.

## Leven
In 1870 trouwt Suze Andriessen met Daniel Elize Johannes Boulet (Amsterdam 1845 - Soest 24 augustus 1894). Zij woont vijf jaar in Parijs, twee jaar in Berlijn en drie jaar in Rome. In 1900 maakt zij een reis van zeven maanden door Egypte en Noord-Afrika. Haar reisherinneringen legt zij vast in het boek Drie Hongaren op reis.

## Werken
De jeugdboeken van Suze Andriessen vindt men nu erg braaf en stichtelijk. Maar in haar tijd was zij een populair en zelfs vooruitstrevend schrijfster: 'In een tijd toen het woord 'Meisjesboeken' eerder aan saaie didactiek dan aan prettige verpoozing deed denken, was zij in ons land een der eersten om een opgewekter genre aan te durven; het kinderleven, het meisjesleven vooral, te zien en weer te geven zooals het is'. Tot haar meest bekende boeken behoren:
- Bosch en Duin: drie verhalen voor jongens en meisjes (1878). Bevat: De twaalfde verjaardag, Een zaterdagmiddag in het bosch en Hoe raar een bal soms kan rollen.
- Het Klaverblad: drie verhalen (1879). Bevat: Vijf kersen aan één steel, De pleegkinderen van den orgelman en Vacantiedagen.
- Constance de Wild (1880).
- De familie van Herpen: een verhaal (1882).
- Het leven op den Erckensteijn (1887).
- Nanny: een oorspronkelijk verhaal voor jonge meisjes (1893).
- De Krayenhof (1897).
- De Lantaarnopsteker (1902). Een Nederlandse bewerking van Maria Susanna Cummins' The Lamplighter (1854).

- Biografisch Portaal: 23153804
- Digitale Bibliotheek voor de Nederlandse Letteren: andr027
- International Standard Name Identifier: 0000 0003 9055 0876
- Nederlandse Thesaurus van Auteursnamen: 068827792
- Virtual International Authority File: 284229661
- WorldCat: E39PBJmtBtTvJ6fB9fkc9jxYyd